# Abtei Marmion
Die Abtei Marmion (engl. Marmion Abbey) ist eine US-amerikanische Benediktinerabtei der Schweizerisch-Amerikanischen Benediktinerkongregation in Aurora, Illinois. Sie wurde 1933 von der Erzabtei St. Meinrad in Indiana gegründet. Benannt ist sie nach dem im Jahr 2000 seliggesprochenen Benediktinerabt und geistlichen Autor Columba Marmion. Die Hauptaufgabe der heute 28 Mönche der Abtei ist die Marmion Academy, daneben eine Vielzahl von Aufgaben im ganzen Fox-Valley-Gebiet. Im Missionspriorat in Quetzaltenango, Guatemala, mit kleinem Seminar leben fünf Mönche.

## Äbte
- Gerald Benkert 1947–1969
- Mark Hogan 1969–1971
- David Cyr 1971–1991
- Vincent Bataille 1991–2010
- John Brahill 2010–2023
- Joel Rippinger 2023–